# Autostrada 402

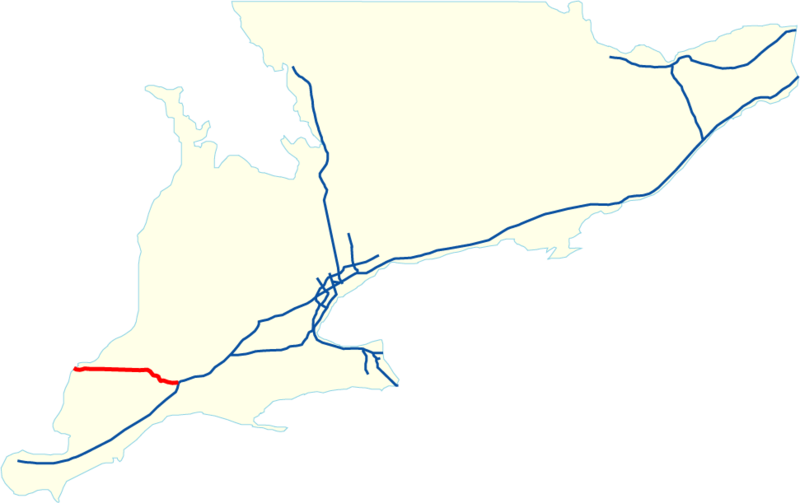
Schemat przebiegu autostrady 402

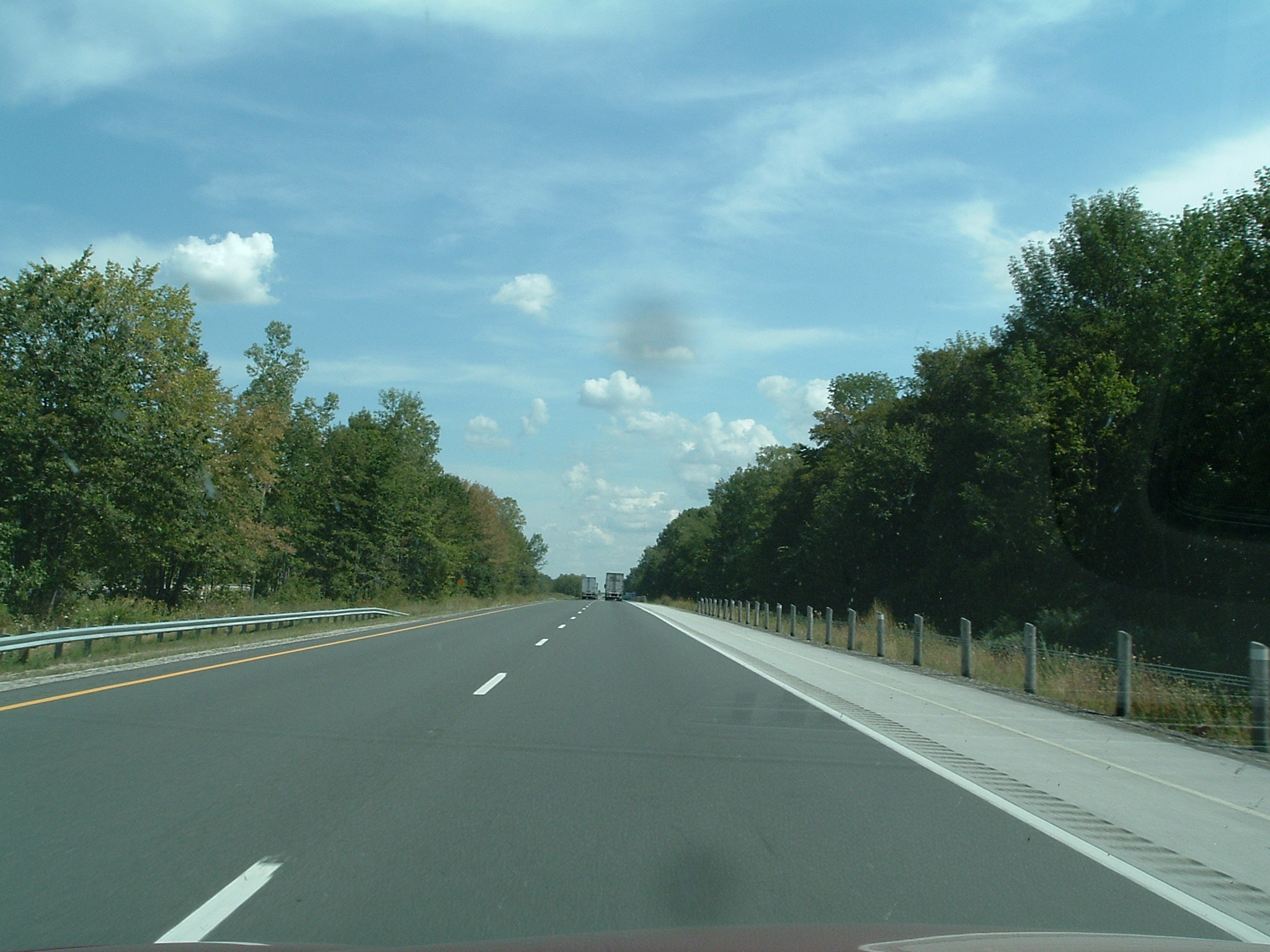
Typowy odcinek autostrady 402

Autostrada 402 (ang. Highway 402) - autostrada w Kanadzie, w południowo-zachodniej części prowincji Ontario. Przebiega od Sarnia (miasta na granicy ze Stanami Zjednoczonymi) do London, gdzie łączy się z autostradą 401. Na zachodnim końcu przez graniczny most na rzece St. Clair łączy się z amerykańskimi autostradami I-69 i I-94. Długość wynosi 103 km. Budowę autostrady zakończono w 1982.